# ری پاتریل
ری پاتریل (انگلیسی: Ray Putterill؛ زادهٔ ۳ فوریهٔ ۱۹۸۹) بازیکن فوتبال اهل بریتانیا است.
از باشگاه‌هایی که در آن بازی کرده‌است می‌توان به باشگاه فوتبال لیورپول، باشگاه فوتبال آکرینگتون استنلی، باشگاه فوتبال ساوتپورت، باشگاه فوتبال واکسول موتورز، باشگاه فوتبال روچدیل، باشگاه فوتبال هاید، و باشگاه فوتبال فورمبی اشاره کرد.
وی همچنین در تیم ملی فوتبال زیر ۱۶ سال انگلستان بازی کرده‌است.